# Xamxi-Adad II
Xamxi-Adad II o Šamši-Adad II va ser rei d'Assíria durant un període d'uns 250 anys (entre potser el 1700 aC i el 1545 aC) en el qual van regnar 14 sobirans (incloent un usurpador) dels que no existeixen notícies, monuments o inscripcions, ni són esmentats en texts contemporanis o posteriors, i només es coneixen per la Llista dels reis d'Assíria.
Era fill d'Erixum III i segons la Llista reial va governar uns 6 anys, segurament del 1598 aC al 1580 aC. El va succeir el seu fill Ishme-Dagan II.